# Polythore concinna
Polythore concinna is een libellensoort uit de familie van de Polythoridae (Banierjuffers), onderorde juffers (Zygoptera).
De wetenschappelijke naam van de soort is voor het eerst geldig gepubliceerd in 1881 door McLachlan.